# Bloye
Bloye település Franciaországban, Haute-Savoie megyében. Lakosainak száma 565 fő (2022. január 1.). Bloye Entrelacs, Marigny-Saint-Marcel, Massingy, Rumilly és Saint-Félix községekkel határos.

## Népesség
A település népességének változása:
| Lakosok száma | 584  | 614  | 627  | 609  | 601  | 592  | 587  | 579  | 565  |
|               | 2013 | 2015 | 2016 | 2017 | 2018 | 2019 | 2020 | 2021 | 2022 |